# Circumferència inscrita

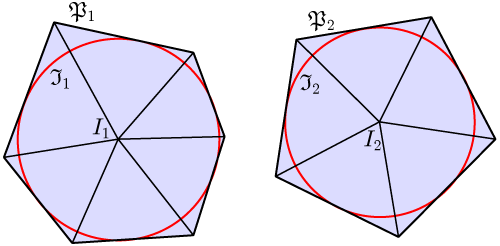
Circumferències i inscrites als polígons i i incentres respectius i

La circumferència inscrita (o de vegades, el cercle inscrit o incercle) d'un polígon que en tingui és la circumferència que és tangent a tots els costats d'aquest polígon. El centre d'aquesta circumferència s'anomena incentre, i el seu radi s'anomena inradi. Un polígon que té una circumferència inscrita s'anomena polígon tangencial; tots els polígons regulars simples i tots els triangles són polígons tangencials.
L'incentre d'un polígon tangencial equidista de tots els seus costats i, per tant, és la intersecció de les bisectrius dels angles d'aquest polígon.

## Circumferència inscrita i circumferències exinscrites en un triangle

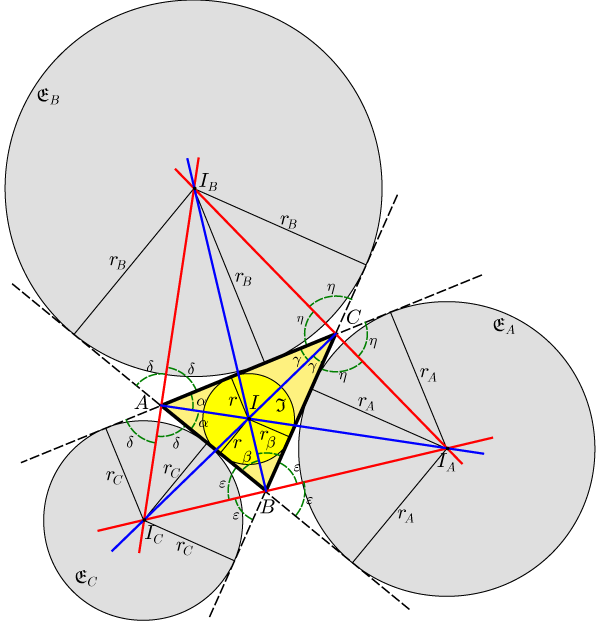
Circumferència inscrita i circumferències exinscrites, i al triangle

### Circumferència inscrita, incentre i inradi
Com que l'incentre {\displaystyle I} d'un triangle {\displaystyle \triangle ABC} equidista dels seus costats {\displaystyle a}, {\displaystyle b} i {\displaystyle c}, els tres segments perpendiculars a cadascun dels costats tirats des de l'incentre són iguals i són radis d'una circumferència {\displaystyle {\mathfrak {I}}} amb centre a l'incentre {\displaystyle I} i tangent a cadascun dels costats del triangle en els peus d'aquestes perpendiculars. Aquesta circumferència és la circumferència inscrita al triangle (també: cercle inscrit o incercle). El radi de la circumferència inscrita, {\displaystyle r}, és l'inradi.

### Circumferències exinscrites, exincentres i exinradis
El mateix s'esdevé amb els exincentres, que són els respectius centres de tres circumferències tangents a un costat i les prolongacions dels altres dos, a l'exterior del triangle. Aquestes circumferències són les circumferències exinscrites al triangle (també: cercles exinscrits, exincercles o excercles). Els respectius radis, {\displaystyle r_{A}}, {\displaystyle r_{B}} i {\displaystyle r_{C}}, són els exinradis o exradis.

## Inradi, exradis i àrea del triangle
L'inradi i els exinradis tenen una relació senzilla amb l'àrea del triangle:

### Inradi i àrea del triangle
El triangle {\displaystyle \triangle ABC} descompon en els triangles {\displaystyle \triangle AIB}, {\displaystyle \triangle BIC} i {\displaystyle \triangle AIC}. A cadascun d'aquests tres triangles podem considerar que un costat n'es la base i l'inradi {\displaystyle r} n'es l'altura, així, doncs, si {\displaystyle S} és l'àrea del triangle {\displaystyle \triangle ABC},
{\displaystyle S={\dfrac {ar}{2}}+{\dfrac {br}{2}}+{\dfrac {cr}{2}}={\dfrac {(a+b+c)r}{2}}}
o sigui,
| {\displaystyle r={\dfrac {2S}{a+b+c}}} |

### Exradis i àrea del triangle
Igualment, el quadrilàter {\displaystyle AI_{C}BC} descompon en els triangles {\displaystyle \triangle AI_{C}C} de base {\displaystyle b}, i {\displaystyle \triangle BI_{C}C} de base {\displaystyle a}, tots dos d'altura l'exinradi {\displaystyle r_{C}}. Si aquest quadrilàter li treiem el triangle {\displaystyle \triangle AI_{C}B}, de base {\displaystyle c} i altura {\displaystyle r_{C}}, obtenim el triangle {\displaystyle \triangle ABC}. Resulta:
{\displaystyle S={\dfrac {br_{C}}{2}}+{\dfrac {ar_{C}}{2}}-{\dfrac {cr_{C}}{2}}={\dfrac {(a+b-c)r_{C}}{2}}}
Consideracions similars pels altres dos exincentres {\displaystyle I_{A}} i {\displaystyle I_{B}} porten a
| {\displaystyle r_{A}={\dfrac {2S}{-a+b+c}},\qquad r_{B}={\dfrac {2S}{a-b+c}},\qquad r_{C}={\dfrac {2S}{a+b-c}}} |

D'aquestes fórmules es dedueix que les circumferències exinscrites són sempre més grans que la inscrita al triangle, i que la més gran de totes és la circumferència exinscrita tangent al costat més llarg.

## Inradi, exinradis i circumradi d'un triangle
Si {\displaystyle R} és el circumradi d'un triangle {\displaystyle \triangle ABC} d'àrea {\displaystyle S},
{\displaystyle S={\dfrac {abc}{4R}}}
Aleshores, de
{\displaystyle S={\dfrac {(a+b+c)r}{2}}={\dfrac {(-a+b+c)r_{A}}{2}}={\dfrac {(a-b+c)r_{B}}{2}}={\dfrac {(a+b-c)r_{C}}{2}}={\dfrac {abc}{4R}}}
resulta
| {\displaystyle {\dfrac {abc}{a+b+c}}=2rR,\qquad {\dfrac {abc}{-a+b+c}}=2r_{A}R,\qquad {\dfrac {abc}{a-b+c}}=2r_{B}R,\qquad {\dfrac {abc}{a+b-c}}=2r_{C}R} |